# 대한민국의 마약
대한민국의 마약에 대하여 설명한다.

## 대한민국 마약을 소재로 한 영화
- 《보안관》 (2017)
- 《마약왕》 (2018)
- 《범죄도시3》 (2023)

## 같이 보기
- 대한민국의 경찰
- 버닝썬 게이트